# Didymosalpinx lanciloba
Didymosalpinx lanciloba är en måreväxtart som först beskrevs av Spencer Le Marchant Moore, och fick sitt nu gällande namn av Ronald William John Keay. Didymosalpinx lanciloba ingår i släktet Didymosalpinx och familjen måreväxter. Inga underarter finns listade i Catalogue of Life.